# Castello di Wickrath

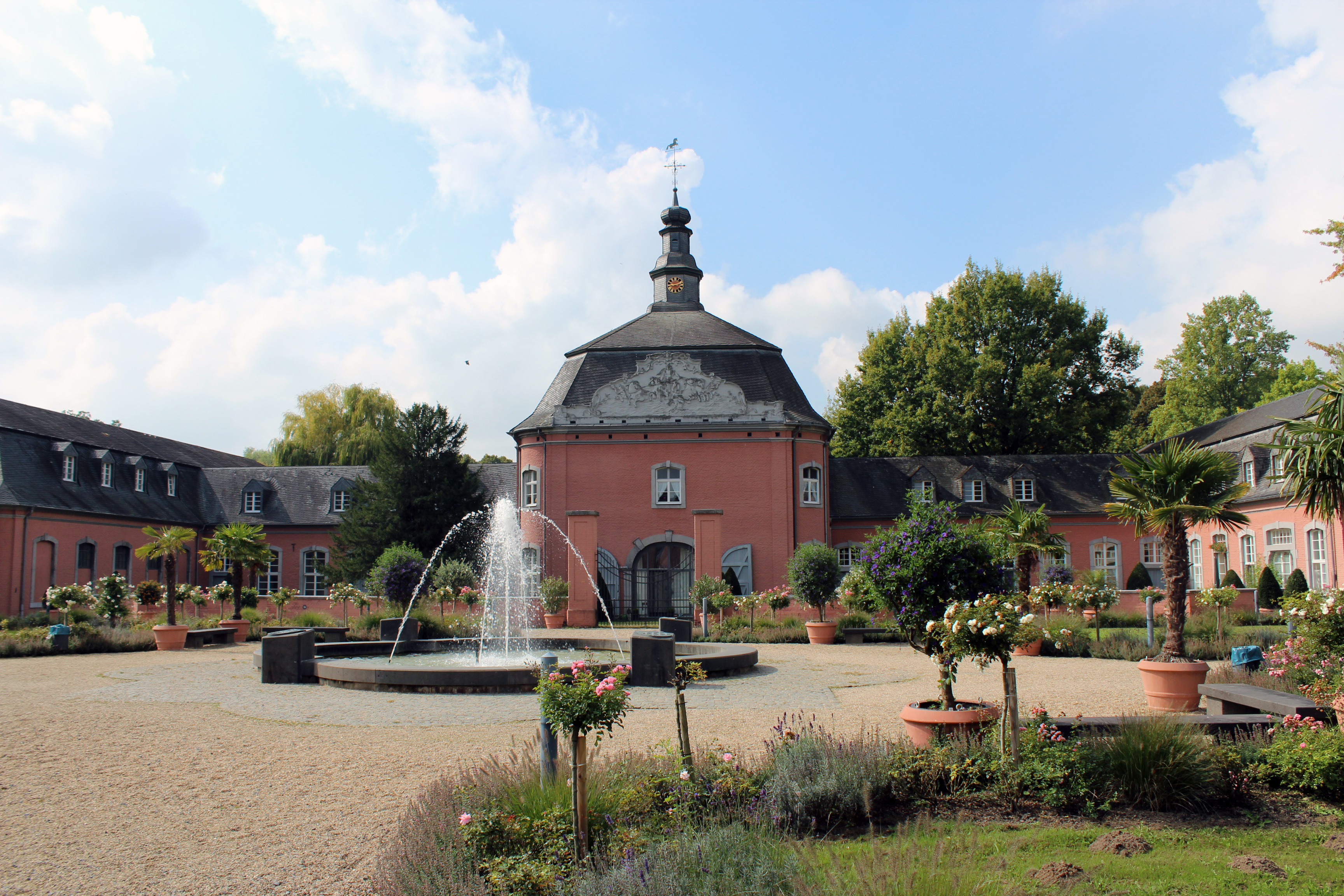
L'ala occidentale di castello

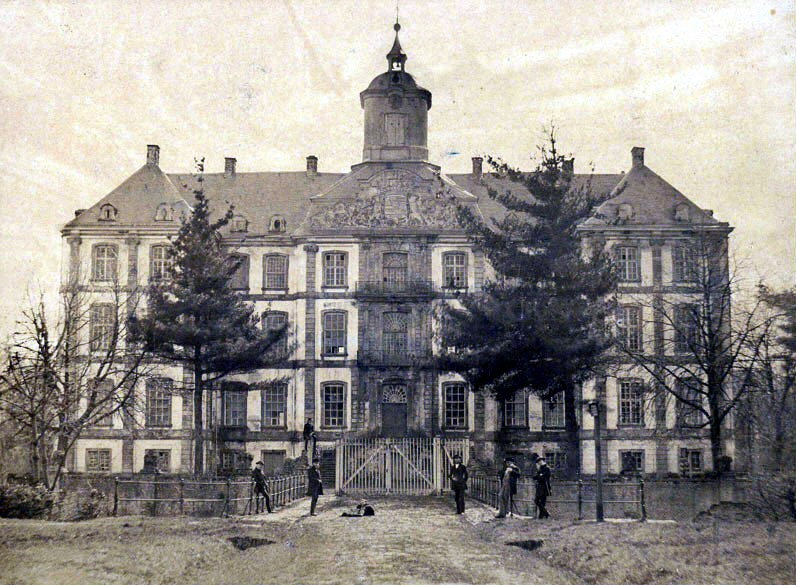
Chateau de Wyckradt (Fotografia di M. Rademacher del 19 marzo 1859)

Il castello di Wickrath (Schloss Wickrath in tedesco) è un castello circondato da fossato sul fiume Niers nella regione Basso Reno (Niederrhein in tedesco). Si trova nelle immediate vicinanze del distretto di Mönchengladbach. 
Il castello è composto da due ali barocche di castello anteriore (Vorburg in tedesco), un edificio residenziale simile a un castello (Landstallmeisterhaus) e un parco barocco a forma di corona pentagonale del Conte di Sacro Romano Impero. Il castello originale, il cosiddetto Chateau de Wyckradt o Hochschloss in tedesco, fu demolito nel 1859 dall'amministrazione prussiana. 
Il castello di Wickrath era anche nel Medioevo il castello del signore del Wickrath padronale, del 1488 un'immediatezza imperiale, una contea dal 1752. Nel 1488 il castello è stato trasferito alla famiglia Hompesch, dal 1502 possiede la famiglia Quadt. Nel 2002 il castello faceva parte dell'Euroga2002.

## Torneo di Parco del Castello

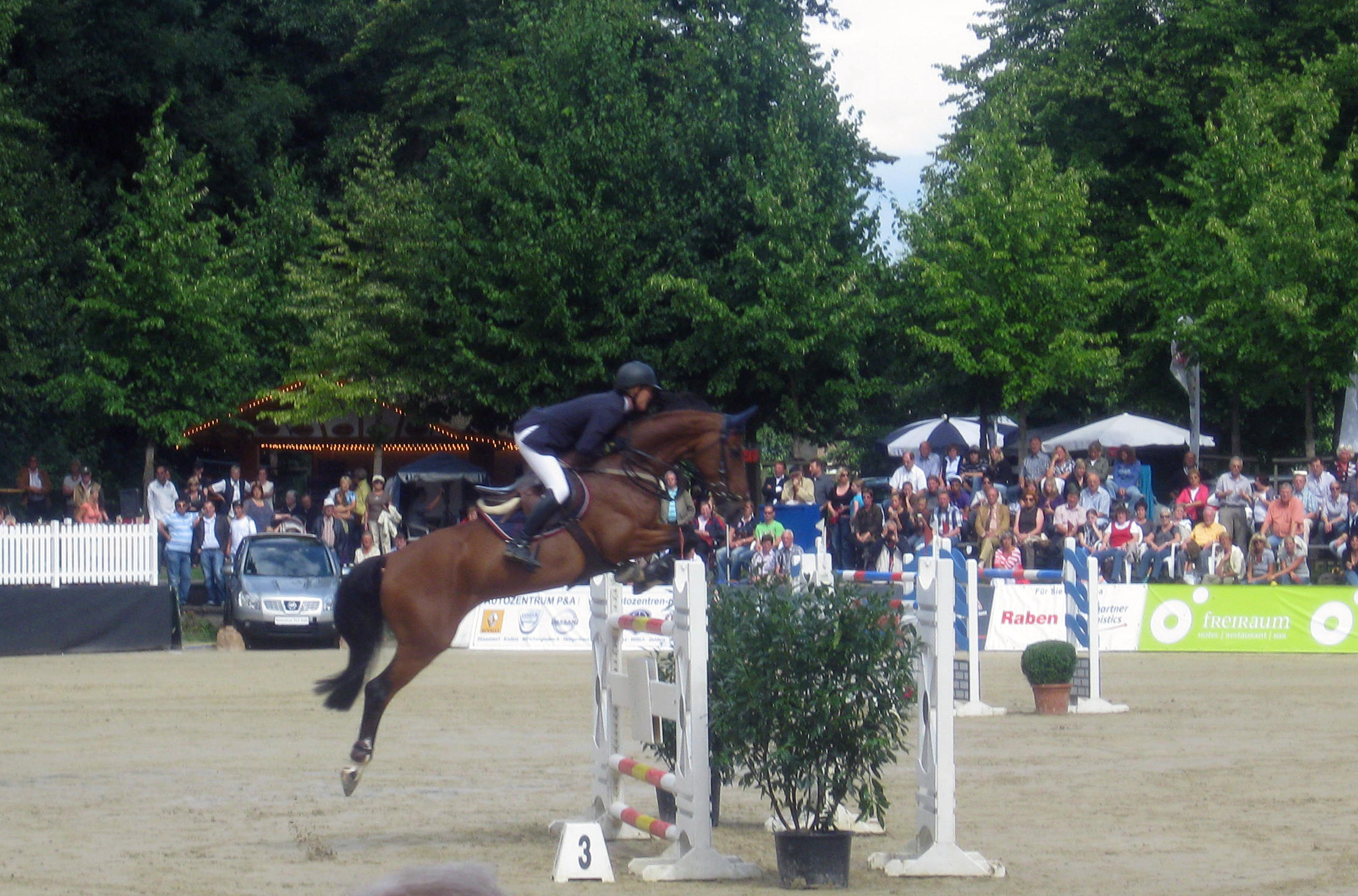
Salto ostacoli, Torneo di Parco del Castello (2009)

Entro il 2010, il castello di Wickrath aveva 25 anni la sede del Torneo di Parco del Castello (Schlossparkturnier in tedesco). Il torneo era costituito da discipline del salto ostacoli e dressage e ha avuto luogo presso il castello di Wickrath nello stadio equestre. 
L'allevamento, equitazione e la guida del club di Wickrath, che ha ospitato il torneo Parco del Castello, organizzata come un evento di successore 2013-2015, il Wickrather Reitertage. Dal 2016, il torneo si terrà ancora una volta sotto il nome del Torneo di Parco del Castello.